# ワールド エンド エクリプス
『ワールド エンド エクリプス』（WORLD END ECLIPSE）は、セガゲームスによって開発・運営されていたスマートフォン・タブレット向けゲームアプリ。基本プレイ無料（アイテム課金制）。

## 概要
「劇場型オンラインRPG」と銘打たれたセガの新規IPによるソーシャルRPG。実際のゲームデザインはリアルタイムストラテジーに近い。
スタッフィングについては戦場のヴァルキュリアに携わったメンバーに加えて、メインキャラクターデザインにはエナミカツミが起用された。
プレイヤーは「狩猟兵団」隊長として兵を率いモンスターとの戦いに挑んでゆく。
セガ（当時）は当初2014年冬のサービスインを目指していたが、約1年遅れて2015年秋にずれこんだ。
2016年10月6日をもってサービスを終了した。

## ゲームシステム
戦闘パート
街に襲来する盗賊団や遺跡に巣食うモンスターと戦うパート。
戦闘はタワーディフェンス的で、細部まで描写された3Dキャラ（自軍4名、援軍1名）を率いて戦闘を行い、資金やアイテムを稼ぐ。
開拓パート
街の周囲の資源を獲得したり、空き地に建物を建築し、アップグレードすることで街や戦力を強化していく。
遠征パート
部隊の一部を別のエリアに派遣し、自動戦闘させることで資金やレアアイテムを集める。
召喚パート
戦闘は、武器に宿る精霊「アイギス（人工知能のようなもの）」を呼び出し戦っていく。
アイギスは無料で自由に改造することもできる。

## あらすじ
世界は竜同士の争いによって荒廃し、残された人々は竜の屍の背中にあたる部分に町を築き、細々と暮らしていた。
ある時、主人公であるプレイヤーは狩猟兵団の隊長に任命され、軍師エステラの導きのもと無法者や魔物たち、そして世界に漂う瘴気・蝕から町を守るべく戦いに身を投じた。

## 登場人物
主人公

エステラ
声：浅倉杏美
主人公を導く新米軍師。実戦経験はない反面、知識は豊富。
アーシェ
声：内田真礼
エステラと同い年の狩猟兵。狩人として世界を歩き回っていたが、偶然主人公たちのいる町に来て以来住み着いている。

## 主題歌
- 主題歌:May'n「ゼロ分のゼロ」
  - 作詞： 真名杏樹/作曲:溝口雅大/編曲： NAOKI-T